# Carla Heredia
Carla Heredia (10 de febrero de 1991, Quito, Ecuador) es una Maestro Internacional Femenino  de ajedrez ecuatoriana.

## Biografía
Carla Heredia nació el 10 de febrero de 1991 en Quito, Ecuador. Heredia se dedica al deporte del ajedrez y obtuvo el título de Maestro Internacional en 2008 y Gran Maestro Internacional Femenino en 2012. En 2014 y 2015 obtuvo los títulos mundiales en el Amateur Chess Organization.
Heredia decidió salir de su zona de confort al dejar la casa de sus padres para ir a vivir a Estados Unidos en 2013, ya que necesitaba desarrollarse en el ámbito deportivo y personal, y luego de prepararse para las pruebas de suficiencia del idioma inglés y presentarse con éxito, decidió buscar la beca deportiva, por lo que tuvo que estudiar matemáticas, para así, ese mismo año, ingresar al programa de ajedrez de la Universidad Texas Tech, donde conoció al Gran Maestro ucraniano y representante de Estados Unidos, Álex Onischuk, y finalmente se graduó como psicóloga deportiva en 2016. Conformó el equipo femenino de ajedrez de la universidad, con el que se ubicó en el top 3 del Torneo Universitario de Estados Unidos, conformado por 45 universidades. Ganó el campeonato por equipos en diciembre de 2015. Heredia trabaja en la oficina de ajedrez de la universidad junto a Álex Onischuk, donde da clases a los equipos C, D y E, y se entrena durante 10 horas a la semana.
En 2016, Carla compitió en las Olimpiadas de Ajedrez en Azerbaiyán, donde el equipo femenino representante de Ecuador se ubicó en el puesto 27 de entre 149 selecciones nacionales.
En mayo de 2018 fue galardonada con la condecoración Dra. Matilde Hidalgo al mérito deportivo por la Asamblea Nacional del Ecuador, debido a su destacada trayectoria deportiva y su aporte en causas sociales.
En septiembre de 2018 obtuvo el primer lugar en la edición 89 de la competencia de ajedrez Southwest Dallas U2300 en Texas, Estados Unidos, donde tuvo un puntaje de 6.5 sobre 7, ante 49 participantes de Ecuador, Colombia, Estados Unidos, India y Turquía, con un total de 28 horas de juego, de 4 horas por partida aproximadamente.